# 原雅幸
原雅幸（はら まさゆき、1956年 - ）は、日本の洋画家。大阪府出身。写実を基調とした作風で知られ、記憶に基づく風景を丹念に描写することで独自の世界観を築いている。ヨハネス・フェルメールの絵画に触発され、学生時代からバランスの取れた構図に関心を寄せていた。雲の流れ、川面の波形、巨樹の樹皮など、日常の風景に見られる自然の細部を題材とし、計算された構図と超細密な描写技法を用いて、光や空気感の表現を追求している。写実絵画の分野において独自の地位を築き、多くの画家に影響を与えている。

## 概要

### 画家のフィロソフィー
原は、住み慣れた日常を通じて記憶に残る風景と向き合い、それを意味ある風景として描くことにより、鑑賞者との記憶の共鳴を生み出すことを目指している。原の写実的な作風においては「共感」が重視されており、鑑賞者が時間を忘れ、作品世界に没入する体験を促すことを意図している。

原の作品は、鑑賞者に既視感（デジャヴ）を喚起することで知られている。この感覚は、過去の楽しい記憶と関連付けられると、鑑賞者が自分の経験をより鮮明に、そして温かく思い出すのに役立ち、潜在的に心理的な癒しと安らぎの感覚をもたらすと考えられている。

### 原点
原の芸術的原点とされる風景は、大阪府南部に位置する。遠方に大阪湾の輝きを望む田園風景は、「光る海」において、完璧な構図で表現されている。また、180度振り返ると、卒業制作の題材となった「雨山」の風景が広がっており、これら二つの景観が一体となって、原にとっての創作の原点かつかけがえのない宝物となっている。

### 取材
原は大阪における画業において、ほぼ毎日のように画題を求めて取材を重ねていた。取材は午後3時頃から夕方にかけて行われることが多く、瀬戸内海から遮るものなく差し込む黄色い光の粒子が、数多くの優れた作品の創作に寄与した。特に夏の終わりに見られる晩夏光は、時間の経過によって影の長さに特徴が現れ、取材場所を選定する際の重要な指標となっていた。

### 構図
原は、記憶に残る風景に内在する美を絵画として再構築する際、黄金分割を用いた構図設計を行っている。画面の四隅から円弧を描き、曲線によって画面を分割することで、複数の要素を調和的に配置する技法を採用している。この手法は、初期の制作時期から現在に至るまで一貫して用いられており、原の作品における構図の特徴となっている。

原の描く風景は、記憶に基づく情景を丁寧に描写したものであり、空気感を伴う繊細な表現が特徴とされる。構図は均整が取れており、画面内の各要素が鑑賞者にとって印象深く認識されやすい。これにより、作品には没入感や既視感が生まれ、鑑賞者の記憶や感情と共鳴するような感覚をもたらす。こうした特性は、原の絵画が幅広い層に親しまれる要因となっている。

## 来歴
大阪府に生まれる。1979年に多摩美術大学を卒業後、銀座・飯田画廊にて多数の個展を開催。卒業制作作品「雨山」は、同画廊を通じて早期に売買が成立した。

初期は大阪府南部の里山、田園、海岸などを題材に制作を行い、1982年および1985年に安井賞展に入選。

1981年には『現代画家精選 原雅幸画集』（貢真社）、1987年には『原雅幸画集』（求龍堂グラフィックス）を刊行。

1986年および1988年には、ニューヨークのハマーギャラリー（1928年創設）にて個展を開催し、海外でも評価を得た。当時キュレーターを務めていたアレクサンドラ・マーフィーは「写実の域を超え、地球上の永遠の神秘を一瞬にして捉える」と評し、アメリカン・リアリズムの代表的画家アンドリュー・ワイエス（1917年 - 2009年）も「この若者は素晴らしい目を持っている」と称賛した。

1994年には奈良県立美術館で開催された「現在油彩画の写実展」に出品。1997年にはTIAF’97に出品（飯田美術）。

1998年に渡英し、2005年からはスコットランド・エディンバラに拠点を移し、英国の風景を中心に制作を続けた。

2008年頃より、ホギメディカル代表取締役でホキ美術館創立者の保木将夫（2021年死去）の支援を受け、100号以上の大作を含む多数の作品が同美術館に収蔵されている。

2010年のホキ美術館開館以降、日本における写実絵画のブームが顕在化し、原の作品は開館当初から高い評価を受けている。

2012年にはエディンバラの老舗ギャラリー The Scottish Gallery（1842年創設）にて三人展を開催。以後もスペインなどで国際的な活動を展開している。

2025年 日本に帰国

## 代表作

### 日本の風景
「光る海　100号」（ホキ美術館蔵）
「雨山　120号」（個人蔵）
「霧と残雪　100号」（新潟県立近代美術館, 新潟県立万代島美術館蔵
）
「樹間の雪景」（福井県立美術館蔵）
「廃船」（福井県立美術館蔵）
「群像　50号」（個人蔵）
「秋韻　200号」（個人蔵）
「池　30号」（個人蔵）
「高原の牧場　12号」（個人蔵）
「地蔵堂のある風景　20号」（個人蔵）
「木造船の港　20号」（ホキ美術館蔵）

### 海外の風景
「マナーハウス　30号]（ホキ美術館蔵）
「クリストファーロビンの聲　12号」（ホキ美術館蔵）
「モンテプルチアーノ　120号」（ホキ美術館蔵）
「薄氷の日　100号」（ホキ美術館蔵）
「Malhamの光る川　20号」（ホキ美術館蔵）
「冬のアンジェリカ　100号」（ホキ美術館蔵）
「ハートソップの羊牧場　100号」（ホキ美術館蔵）
「ナローカナルのボート乗り場　12号」（個人蔵）
「Three Boats　12号」（個人蔵）